# Konrad Mauersberger
Konrad Mauersberger (* 28. April 1938 in Lengefeld) ist ein deutscher Physiker.
Mauersberger studierte Physik in Hamburg und Bonn und wurde 1968 an der Universität Bonn promoviert. Als Post-Doktorand war er an der University of Minnesota, an der er 1974 Assistant Professor, 1977 Associate Professor und 1982 Professor wurde. Von 1994 bis 2003 war er Direktor am Max-Planck-Institut für Kernphysik in Heidelberg und Honorarprofessor an der Universität Heidelberg.
Er befasst sich mit chemischen und physikalischen Prozessen in der oberen Atmosphäre, Bildung von Aerosolen, Wechselwirkung der Sonne mit der oberen Atmosphäre, polaren Stratosphärenwolken, dem Ozonloch, Isotopenuntersuchungen an Ozon und dessen Physik. Dabei nutzt er Massenspektrometer in Ballons, Raketen und Satelliten.
1999 wurde er Mitglied der Academia Europaea und 2003 der American Academy of Arts and Sciences und er ist Mitglied der American Association for the Advancement of Science.